# Anne de Bourgogne (1404-1432)
Pour les articles homonymes, voir Anne de Bourgogne.
Ne doit pas être confondu avec Anne de Bourgogne (comtesse de Savoie).
 (janvier 2018).
Anne de Bourgogne, duchesse de Bedford, comtesse de Kendal et de Richmond et baronne d'Elbeuf, née en septembre 1404 et morte le 14 novembre 1432, est une aristocrate bourguignonne.
Elle est la fille de Jean sans Peur, duc de Bourgogne, et de Marguerite de Bavière.

## Biographie
Anne de Bourgogne est l'avant dernière des huit enfants de Jean sans Peur et de Marguerite de Bavière qui ne comptaient qu'un seul garçon, Philippe le Bon. Son père fut assassiné sur le pont de Montereau le 10 septembre 1419. Le 13 avril 1423, elle épousa dans la chapelle du vieux château de Montbard, Jean de Lancastre, duc de Bedford, par procuration de Pierre de Fontenay, signe du rapprochement entre son frère, le duc de Bourgogne Philippe le Bon et l'Angleterre. Les chroniques soulignent bien qu'elle était très proche de son frère, et celui-ci se sépara de Bedford à la mort de sa sœur, laissant le régent Jean de Lancastre sans allié. Le couple n'avait pas eu d'enfants.

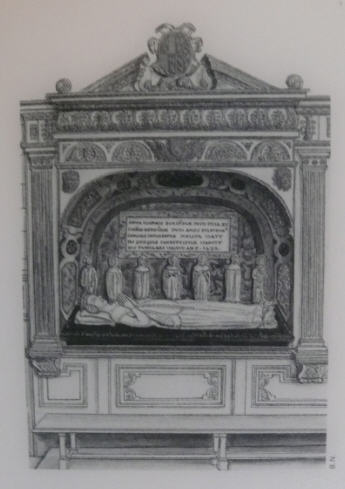
Tombeau d'Anne de Bourgogne au couvent des Célestins de Paris, dessin de François Roger de Gaignières.
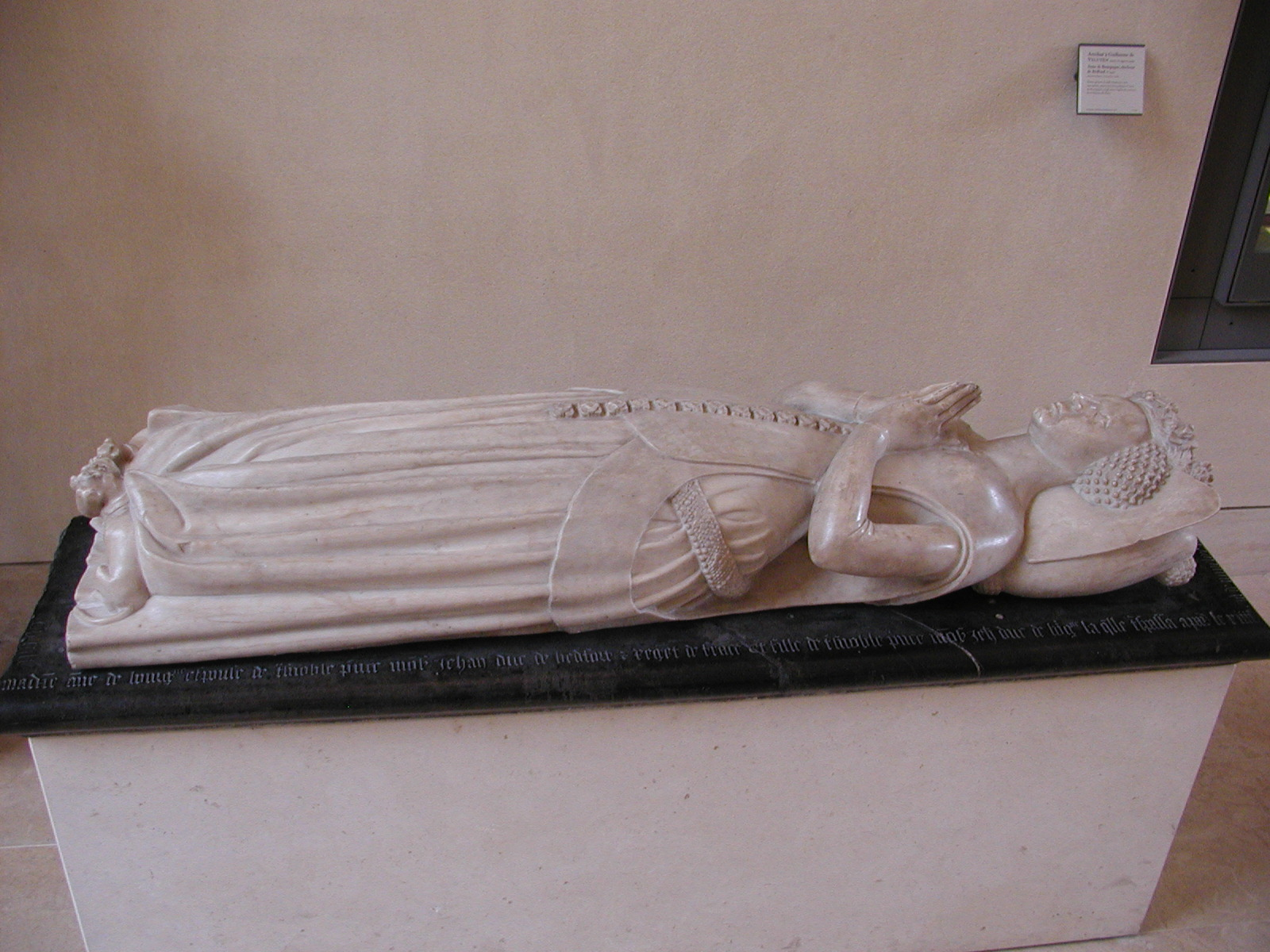
Gisant d'Anne de Bourgogne, duchesse de Bedford, marbre blanc, sculpté par Guillaume de Veluten et conservé au Louvre.

Il existe une gravure d'Anne de Bourgogne, sur papier, anonyme, 32 x 18 cm, à Gray, au musée Baron-Martin.